# Castle Acre Priory
Castle Acre Priory ist ein ehemaliges Cluniazenserpriorat in dem Ort Castle Acre in der Grafschaft Norfolk in England. Von ihm haben sich bedeutende romanische Ruinen erhalten.

## Geschichte
Das verhältnismäßig kleine Priorat wurde wohl im Jahr 1089 von William de Warenne, 2. Earl of Surrey, in der Nähe der Burg Castle Acre Castle gestiftet. Die Mönche kamen aus dem zwischen 1077 und 1081 gegründeten Kloster Lewes in East Sussex. Im Jahr 1537 wurde das Priorat unter Heinrich VIII. von der Krone eingezogen. Seit 1929 steht die Ruine unter Denkmalschutz. Sie wird zusammen mit der nahegelegenen Burgruine Castle Acre Castle von English Heritage verwaltet.

## Anlage und Bauten

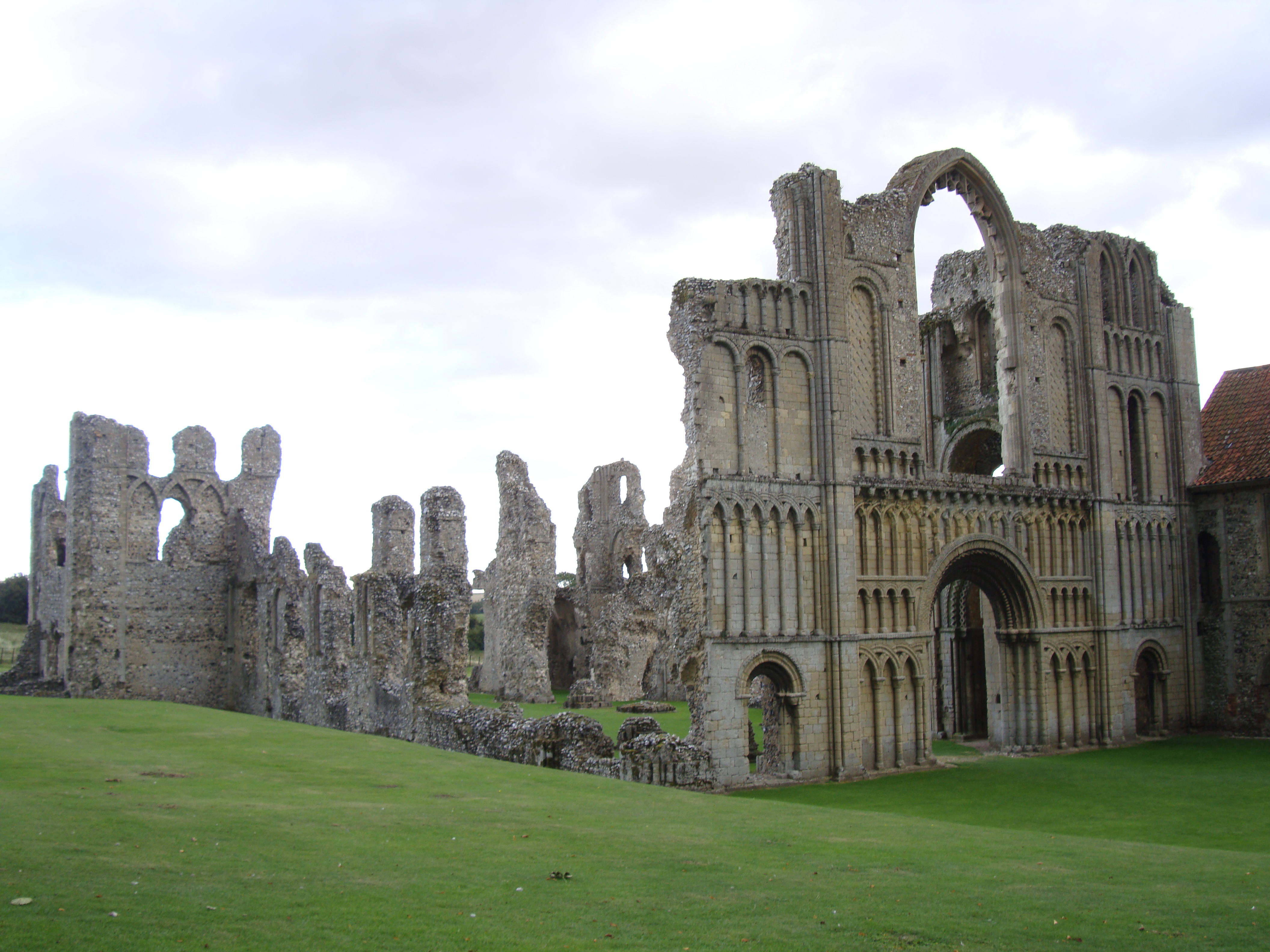
Ruine der Klosterkirche

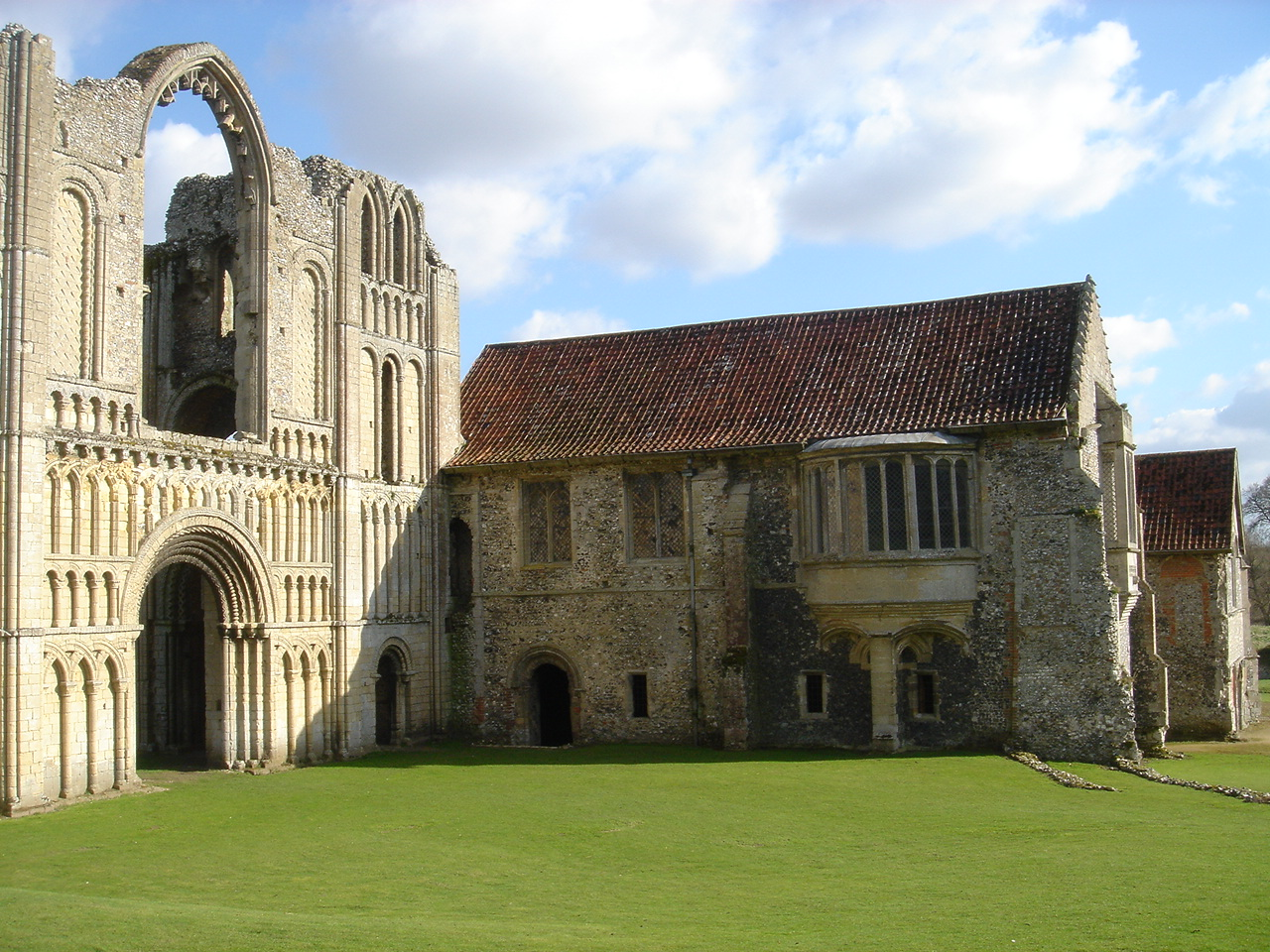
Kirchenfassade und Haus des Priors

Die Anlage liegt unterhalb der auf einem Hügel gelegenen Burg. Der Plan entspricht den klassischen Benediktinerklöstern: große dreischiffige Kirche mit Querhaus im Norden, südlich anschließend die Klausur mit Kapitelsaal, Keller und Dormitorium im Ostflügel, im Westen ein Gebäude mit weiteren Kellern, Gästebau und Priorhaus. Am besten erhalten sind die Westteile der Kirche und der Ostflügel, jeweils aus dem 12. Jahrhundert im romanischen Stil. Die erhaltenen Westteile der Kirche sind von herausragender Qualität. Der Fassadenschmuck der verhältnismäßig breiten Fassade in zwei Etagen besteht fast ausschließlich aus geometrischen Formen im Norman Style. Die Fassade besitzt ein rundbogiges Portal. Darüber befindet sich ein großes gotisches Fenster in der Achse des Langhauses, das von einer Reihe von niedrigen Bogenstellungen flankiert wird. Die Fassade wird von zwei symmetrisch angeordneten Turmstümpfen flankiert. Die Anlage kann bei Google Maps virtuell begangen werden.